# Ascenseur spatial lunaire

Schéma d’un ascenseur lunaire équatorial (et un au pôle sud) fonctionnant jusqu’au (« L1 » sur le schéma).

Pour les articles homonymes, voir Ascenseur (homonymie).
L'ascenseur spatial lunaire est analogue au plus connu ascenseur spatial terrestre. Au lieu d'être un câble suspendu au-dessus de la Terre avec son centre de gravité en orbite géostationnaire, il serait construit au-dessus de la Lune avec le même principe, fournissant un moyen d'accès entre la surface lunaire et son orbite. 
L'ascenseur spatial lunaire réduirait massivement les coûts, par exemple en autorisant l'utilisation d'un moteur ionique qui ne pourrait autrement pas atterrir sur la Lune à cause de leur faible accélération. Puisque le câble aurait une partie en impesanteur, le moteur ionique et d'autres moteurs pourraient atteindre le câble depuis l'orbite terrestre basse (OTB) avec un minimum de carburant envoyé depuis la Terre. Avec des fusées conventionnelles, le carburant nécessaire pour atteindre la surface lunaire depuis l'OTB est de plusieurs fois la masse de la charge transportée (rapport de 1 à 100 environ), donc l'ascenseur réduirait encore les coûts.
Bien que théoriquement possible avec les matériaux actuels (alors que cela n'est pas encore possible avec les ascenseurs spatiaux terrestres), il n'y a rien d'exploitable actuellement sur la Lune qui justifie un tel projet : la seule ressource sélénite, l'hélium 3, est inutile actuellement, et ne sera éventuellement utile que dans un horizon prospectif, pour certaines centrales nucléaires à fusion.
Cette idée très séduisante n'est toutefois que peu réaliste car un ascenseur spatial est censé acheminer des charges d'un corps céleste (planète ou satellite) vers une orbite stationnaire (sélénostationnaire dans le cas de la Lune). Or les orbites sélénostationnaires sont rares et sont soit instables soit très éloignées de la Lune (point de Lagrange). Ainsi plusieurs solutions de mise en orbite lunaire depuis la Lune sont envisagées et privilégiées pour d'éventuelles bases lunaires dont le principe de catapulte électromagnétique[réf. nécessaire].